# هونترسویل (ویرجینیای غربی)
هونترسویل(به انگلیسی: Huntersville) شهری در ایالت ویرجینیای غربی کشور ایالات متحده آمریکا است که جمعیت آن در سرشماری سال ۲۰۱۰ میلادی، ۷۳ نفر بوده‌است.